# Doris Dörrie

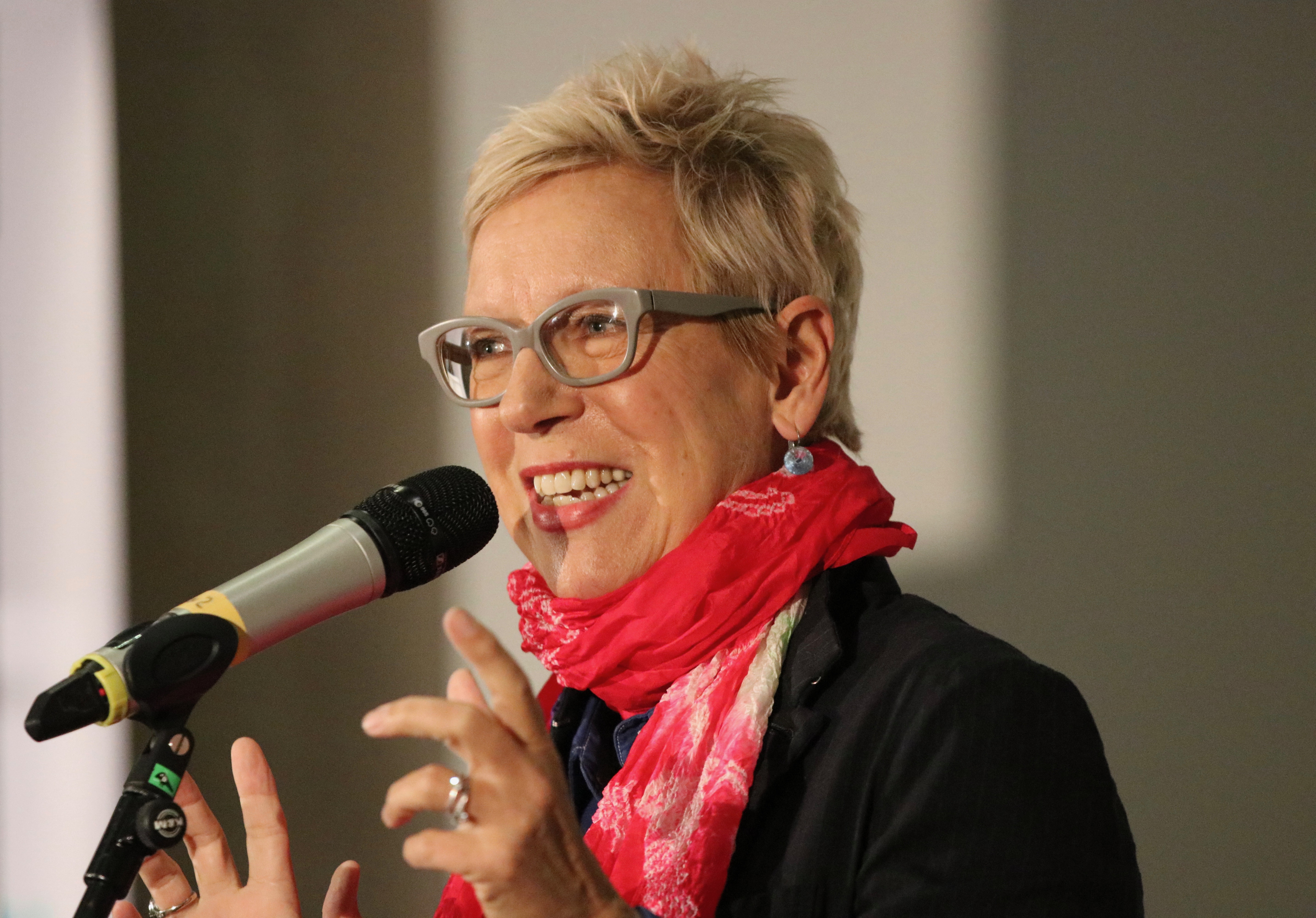
Doris Dörrie auf dem von ihr kuratierten forum:autoren des Literaturfests München 2017

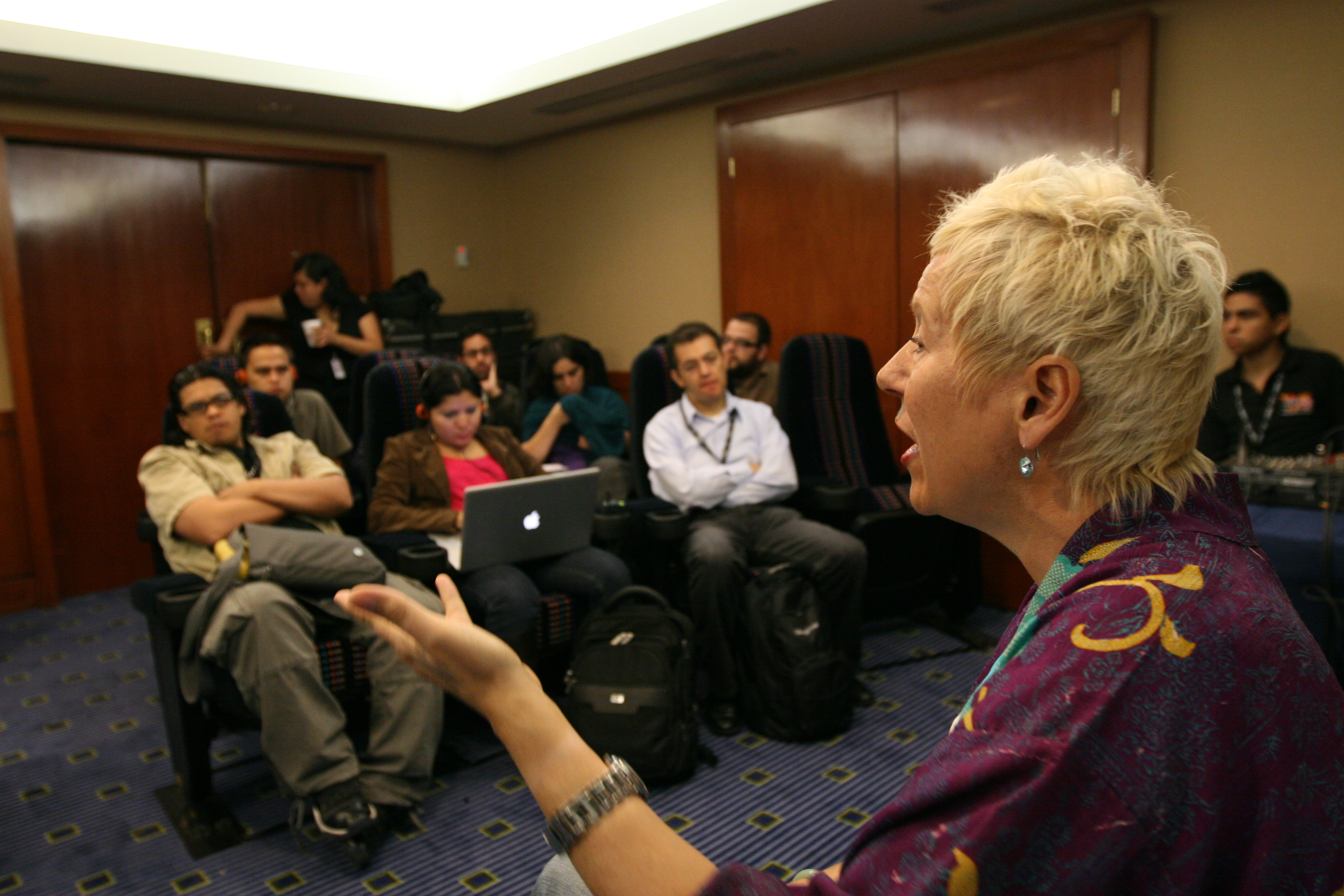
Dörrie 2010 auf dem Talent Campus des Internationalen Filmfestivals von Guadalajara

Doris Dörrie (Aussprache [ˈdœri̯ə]; bürgerlich: Doris Moszkowicz; * 26. Mai 1955 in Hannover) ist eine deutsche Filmregisseurin, Drehbuchautorin und Schriftstellerin.

## Herkunft und Werdegang
Doris Dörrie entstammt der ursprünglich in Gronau an der Leine beheimateten Gelehrtenfamilie Dörrie. Sie wurde als älteste von vier Töchtern des Arztes Hans Lüdeke Dörrie (1920–2019) und dessen Frau Christiane („Kristin“), geb. Blumenbach (1931–2022), in Hannover geboren. Ihr Großvater war der Hannoveraner Frauenarzt und Klinikleiter Heinrich („Heino“) Dörrie (1875–1947), ihr Onkel der Altphilologe Heinrich Dörrie (1911–1983). Ihre Cousine war die Sprachwissenschaftlerin Elisabeth Piirainen (1943–2017).
Dörrie absolvierte ihr Abitur an der Sophienschule Hannover, danach folgte ab 1973 ein zweijähriger Aufenthalt in den USA, wo sie Schauspiel und Film am Drama Department der University of the Pacific in Stockton, Kalifornien studierte. Außerdem absolvierte sie ein Studium an der New School for Social Research in New York. Zur Finanzierung ihres Zweitstudiums nahm sie verschiedene Nebenjobs in Cafés und als Filmvorführerin im Goethe House New York an. Zurück in Deutschland begann sie 1975 ein Studium an der Hochschule für Fernsehen und Film in München und schrieb nebenbei Filmkritiken für die Süddeutsche Zeitung, wo sie auch Redaktionsassistentin war. Anschließend arbeitete Dörrie als freie Mitarbeiterin für verschiedene Fernsehsender und drehte kleinere Dokumentarfilme.
Es folgten diverse Filme und einige Bücher. Letztere wurden von der Literaturkritik unterschiedlich aufgenommen.
Ihr Film Mitten ins Herz mit Beate Jensen und Josef Bierbichler in den Hauptrollen, der ursprünglich als Fernsehspiel für den WDR produziert worden war, wurde 1983 auf den Filmfestspielen Venedig gezeigt und erhielt beim Filmfestival Max Ophüls Preis 1984 den Publikumspreis sowie einen Förderpreis.
Ihre beiden Filmkomödien Männer (1985) und Ich und Er (1988) machten sie in Deutschland sehr bekannt. Das Magazin Der Spiegel erschien in der Ausgabe 45/1986 mit der Titelblattschlagzeile „Die ‚Männer-‘ Frau, Deutschlands erfolgreichste Regisseurin Doris Dörrie“, einem Artikel über ihren Erfolg als Filmemacherin sowie einem Interview zu ihren bisherigen Filmen und ihren beruflichen Zukunftsplänen.
Gemeinsam mit Gerd Huber, Renate Seefeld, dem Kameramann Helge Weindler und Thomas Müller gründete Dörrie 1989 die Cobra Filmproduktions GmbH, die ihre nächsten Filme herstellte. Ab 1999 wurden viele ihrer Filme von der Münchner Firma Megaherz produziert.
1997 wurde Doris Dörrie als Professorin für Angewandte Dramaturgie und Stoffentwicklung an die Hochschule für Fernsehen und Film München berufen. An der Staatsoper Berlin inszenierte Dörrie die Opern Così fan tutte (2001 mit Daniel Barenboim) und Turandot (2003 mit Kent Nagano). 2005 inszenierte sie an der Bayerischen Staatsoper in München Giuseppe Verdis Oper Rigoletto (musikalische Leitung Zubin Mehta) und am Gärtnerplatztheater Giacomo Puccinis Madame Butterfly. 
Die Rigoletto-Inszenierung, in der Dörrie die Handlung auf den Planet der Affen (nach den gleichnamigen Filmen) verlegte, wurde 2005 in einer Kritikerumfrage von der Zeitschrift Opernwelt zum „Ärgernis der Saison“ gewählt. Bei den Salzburger Festspielen 2006 inszenierte sie Mozarts La finta giardiniera.
2008 kam Dörries Film Kirschblüten – Hanami mit u. a. Elmar Wepper, Hannelore Elsner und Nadja Uhl in die Kinos, der seine Weltpremiere auf den Internationalen Filmfestspielen Berlin 2008 feierte. 2011 erschien ihr Roman Alles inklusive, der sofort auf Platz 13 in die Bestsellerliste einstieg. Am 15. Februar 2012 hatte ihr Film Glück Weltpremiere im Rahmen der Internationalen Filmfestspiele Berlin 2012.
Unter dem Motto „Alles Echt. Alles Fiktion“ kuratierte Doris Dörrie 2017 das forum:autoren auf dem Literaturfest München.
Ihre Spielfilmkomödie Freibad feierte 2022 Premiere beim Filmfest München. Filmjournalist Dieter Oßwald befand: „Eines der besten Stücke jener erfolgreichsten Regisseurin der Republik.“
Doris Dörrie ist Mitglied des PEN-Zentrums Deutschland. 2003 gehörte sie zu den Gründungsmitgliedern der Deutschen Filmakademie. 2019 erhielt sie eine Einladung zur Mitgliedschaft in der Academy of Motion Picture Arts and Sciences, die den Oscar verleiht.

## Privatleben
1988 heirateten Doris Dörrie und Helge Weindler. Der Ehe entstammt eine Tochter (* 1989). Während der Dreharbeiten zum Film Bin ich schön?, die in Spanien stattfanden, starb Weindler am 22. März 1996 an einer Hirnhautentzündung, nachdem er gerade eine Krebs-Erkrankung überwunden hatte. Diesen Verlust bearbeitet Dörrie filmisch im autobiographischen Essay Augenblick.
Doris Dörrie ist seit 1999 mit Martin Moszkowicz liiert. Sie lebt in München und Bernbeuren.

## Filmografie
- 1976: Kinos der Provinz (Kurzfilm)
- 1976: Ob’s stürmt oder schneit
- 1977: Der Hauptdarsteller (Darstellerin)
- 1978: Alt werden in der Fremde
- 1978: Der erste Walzer
- 1978: Hättest was Gescheites gelernt (TV)
- 1978: Max & Sandy (TV)
- 1979: Nachbarkinder: Paula (TV)[10]
- 1980: Katharina Eiseit (TV; Kinderfilm)
- 1980: Von Romantik keine Spur (TV)
- 1982: Dazwischen (TV)
- 1983: Mitten ins Herz
- 1985: Männer
- 1985: Im Innern des Wals
- 1986: Paradies
- 1988: Ich und Er
- 1989: Geld
- 1989: Love in Germany
- 1991: Happy Birthday, Türke!
- 1993: Was darf’s denn sein? (TV)
- 1995: Keiner liebt mich
- 1997: Augenblick
- 1998: Bin ich schön?
- 1999: Erleuchtung garantiert
- 2002: Nackt
- 2004: Ein seltsames Paar (TV)
- 2005: Der Fischer und seine Frau
- 2007: How to Cook Your Life
- 2008: Kirschblüten – Hanami
- 2010: Die Friseuse
- 2010: Klimawechsel (TV)
- 2012: Glück
- 2014: Alles inklusive
- 2014: Dieses schöne Scheißleben!
- 2016: Grüße aus Fukushima
- 2019: Kirschblüten & Dämonen
- 2019: Der Club der singenden Metzger
- 2022: Freibad

## Bibliografie
- 1987: Liebe, Schmerz und das ganze verdammte Zeug (vier Filmstories). Diogenes Verlag, Zürich 1987. ISBN 3-257-21796-X.
- 1989: Was wollen Sie von mir? (Erzählungen).
- 1991: Der Mann meiner Träume (Erzählung).
- 1991: Für immer und ewig. Eine Art Reigen (Erzählungen), Diogenes Verlag, Zürich 1991; als Diogenes Taschenbuch 1993, ISBN 3-257-22572-5.[11]
- 1992: Love in Germany – Deutsche Paare im Gespräch mit Doris Dörrie.
- 1994: Bin ich schön? (Erzählungen; ausgezeichnet mit dem Preis der Ernst-Hoferichter-Stiftung).
- 1996: Samsara (Erzählungen).
- 1998: Lotte will Prinzessin sein (Kinderbuch, zusammen mit Julia Kaergel).
- 1999: Lotte in New York (Kinderbuch, zusammen mit Julia Kaergel).
- 2000: Was machen wir jetzt? (Roman).
- 2000: Lotte und die Monster (Kinderbuch, zusammen mit Julia Kaergel).
- 2001: Wo ist Lotte? (Kinderbuch, zusammen mit Julia Kaergel).
- 2001: Der aufblasbare Mann (illustriertes Künstlerbuch, Svato Zapletal / Svato Verlag) ISBN 978-3-924283-60-5
- 2001: Happy. Ein Drama.
- 2002: Das blaue Kleid (Roman; mit autobiographischen Zügen).
- 2002: Mimi (Kinderbuch; ausgezeichnet mit dem Kinderbuchpreis des Landes Nordrhein-Westfalen).
- 2004: Mimi ist sauer (Kinderbuch).
- 2006: Mimi entdeckt die Welt (Kinderbuch).
- 2006: Mimi und Mozart (Kinderbuch).
- 2007: Und was wird aus mir? (Roman).
- 2009: Lotte langweilt sich (Kinderbuch, zusammen mit Julia Kaergel).
- 2009: Martin (Kinderbuch, zusammen mit Jacky Gleich).
- 2011: Alles inklusive (Roman).
- 2015: Diebe und Vampire (Roman) ISBN 978-3-257-06918-1.
- 2019: Leben, schreiben, atmen – Eine Einladung zum Schreiben ISBN 978-3-257-07069-9. (autobiographisches Schreiben)
- 2020: Die Welt auf dem Teller. Inspirationen aus der Küche (mit Illustrationen von Zenji Funabashi). Diogenes, Zürich 2020, ISBN 978-3-257-07051-4.
- 2022: Die Heldin reist. Diogenes, Zürich 2022, ISBN 978-3-257-07184-9
- 2025: Wohnen. Hanser, Berlin 2025, ISBN 978-3-446-27963-6

## Hörbücher
- 2011: Alles inklusive, Diogenes Verlag Zürich, gelesen von Maria Schrader, Maren Kroymann und Petra Zieser, ungekürzt 5 CDs 377 Min., ISBN 978-3-257-80309-9

## Auszeichnungen

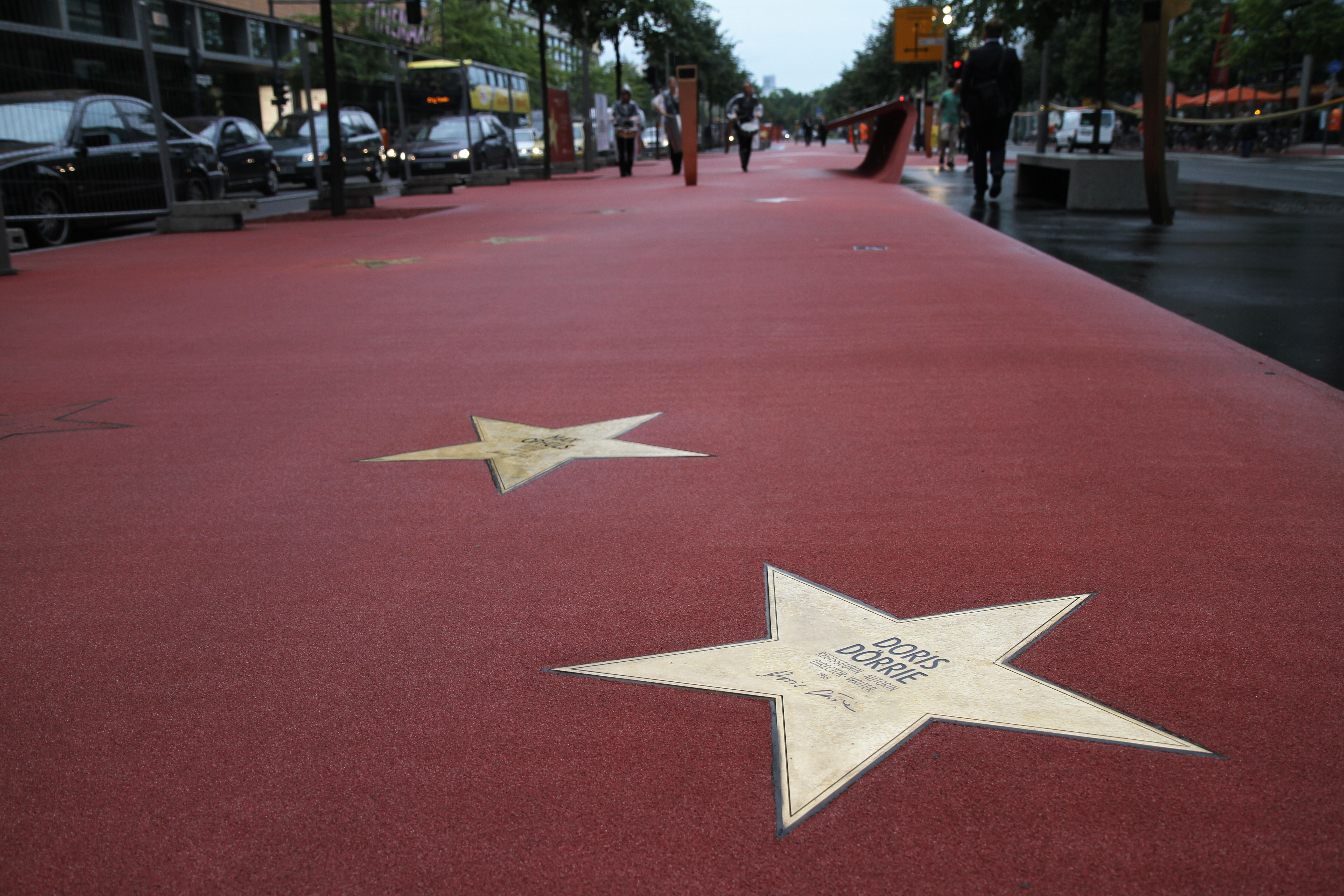
„Stern“ zu Doris Dörrie auf dem Boulevard der Stars in Berlin

- 1976: Förderpreis des Kuratoriums Junger Deutscher Film (20.000 DM), zusammen mit Wolfgang Berndt, für den Kurzfilm Kinos der Provinz
- 1984: Max-Ophüls-Preis: Publikumspreis der Stadt Saarbrücken für Mitten ins Herz
- 1986
  - Filmband in Silber (Regie) für Männer
  - Filmband in Gold (Drehbuch) für Männer
  - Goldene Leinwand für Männer
  - Gilde-Filmpreis für Männer
  - IFF Vevey (Schweiz): Goldener Spazierstock für Männer
  - Internationale Hofer Filmtage: Filmpreis der Stadt Hof für Männer
  - Bambi
- 1992: Nominierung für den Deutschen Filmpreis für Happy Birthday, Türke!
- 1994: Journalistenpreis der Gewerkschaft Nahrung-Genuss-Gaststätten für Was darf's denn sein?
- 1995
  - Filmband in Silber für Keiner liebt mich
  - Ernst-Hoferichter-Preis für das schriftstellerische Werk
- 1996
  - Verdienstkreuz am Bande der Bundesrepublik Deutschland
  - Bettina-von-Arnim-Preis der Zeitschrift Brigitte für die Kurzgeschichte Der Vater der Braut
- 1998
  - Bayerischer Filmpreis – Drehbuchpreis
  - Niedersachsenpreis für Kultur
- 1999: DIVA-Award
- 2000: Bayerischer Verdienstorden
- 2002: Kultureller Ehrenpreis der Landeshauptstadt München
- 2003
  - Deutscher Bücherpreis für Das blaue Kleid
  - Kinderbuchpreis des Landes Nordrhein-Westfalen für Mimi
- 2005: Preis Pro meritis scientiae et litterarum (zusammen mit Vicco von Bülow (Loriot))
- 2008
  - Bayerischer Filmpreis für Kirschblüten-Hanami – Bester Film des Jahres 2007
  - Goldene Feder für ihre langjährige und erfolgreiche Regiearbeit
- 2009: Ehrenpreis des Deutschen Hospiz- und Palliativ-Verbandes für Kirschblüten-Hanami (Kategorie Medien- und Öffentlichkeitsarbeit)[12]
- 2010: Stern auf dem Boulevard der Stars in Berlin
- 2011: Grimme-Preis in der Kategorie Unterhaltung für Klimawechsel
- 2012
  - Bayerischer Filmpreis – Regiepreis für Glück
  - Verdienstkreuz 1. Klasse der Bundesrepublik Deutschland für ihre Unterstützung der Hospiz- und Palliativarbeit[13]
- 2013: Carl-Zuckmayer-Medaille
- 2016
  - Hans-Vogt-Filmpreis für Verdienste um den Tonfilm
  - Heiner-Carow-Preis der DEFA-Stiftung für Grüße aus Fukushima im Rahmen der Internationalen Filmfestspiele Berlin
- 2018: Max-Ophüls-Ehrenpreis für Verdienste um den jungen deutschsprachigen Film[14]
- 2020: Brüder-Grimm-Poetikprofessur[15]
- 2021: Bayerischer Maximiliansorden für Wissenschaft und Kunst
- 2022: Ehrenbürgerin München

## Rezensionen
1. ↑  Negativ äußerten sich etwa Wolfgang Steuhl in der FAZ (13. April 1991), Günter Jurczyk in der Stuttgarter Zeitung (11. Oktober 1989) oder Franz Josef Görtz in der FAZ (14. März 1989).
2. ↑  Richard Utz („Reflecting Love at Quite Its Natural Size: Doris Dörrie as a Writer“, in: Straight Through the Heart: Doris Dörrie, German Filmmaker and Author, hrsg. von Franz Birgel, Klaus Phillips und Christian-Albrecht Gollub. Lanham: Scarecrow Press, 2004. S. 177–187) meint allerdings: „Doris Dörrie may not be a second Anton Chekhov, as her publishers have us believe in an obvious effort to reconcile critics by linking her with a canonized author from the modernist literary tradition. Her well-balanced treatment of love, however, has defined the Zeitgeist of love in the 1990s as no other author has.“